# 맷 오라일리
매튜 션 오라일리 (Matthew Sean O'Riley, 2000년 11월 21일 ~ )는 덴마크의 축구 선수이며, 브라이턴 & 호브 앨비언에서 중앙 미드필더로 뛰고 있다.